# Herb Siedlec
Herb Siedlec – jeden z symboli miejskich Siedlec.

## Wygląd i symbolika
Herb przedstawia wizerunek zbrojnego srebrnego rycerza, o widocznym lewym profilu, pędzącego na srebrnym rumaku, w prawej ręce trzymającego miecz obnażony srebrny, w lewej ręce – tarczę błękitną z podwójnym krzyżem złotym. Czaprak, uzda i popręgi rumaka – błękitne. Pod przednimi kopytami rumaka - mur forteczny z trzema basztami, z których środkowa wyższa. Mur i baszty – srebrne, bramy i okna czarne. Herb jest umieszczony w czerwonym polu prostokątnej tarczy z obwódką koloru czarnego o dolnej krawędzi wydłużonej pośrodku.

## Historia
Pierwszy herb Siedlec przedstawiał na kroczącym niedźwiedziu pannę ukoronowaną z rozciągniętymi ramionami. Obecny herb Siedlec został utworzony od herbu rodu Czartoryskich (odmiany Pogoni) – właścicieli miasta w latach 1668-1804. Data jego powstania jest nieznana. Najstarsze zachowane dokumenty z pieczęcią herbową pochodzą z końca XVIII wieku (1785, 1787). Przez cały wiek XIX herbu nie używano w dokumentach miejskich. 29 kwietnia 1811 wyszedł dekret zakazujący samorządom używania herbów miejskich, a jedynie herbu państwowego księstwa (na tuszowych stemplach niewielkiego rozmiaru występował nadal polski orzeł w koronie z napisem Magistrat miasta Siedlec w otoku). 11 października 1822 wprowadzono na pieczęcie miejskie orła rosyjskiego, który na piersiach miał małą tarczę z orłem polskim. Herb w tej formie zatwierdziła Komisja Rządząca w 1842. W ramach represji po powstaniu styczniowym na pieczęcie miejskie trafił zwykły orzeł rosyjski z napisem Magistrat Goroda Siedleca w otoku. Po utworzeniu guberni siedleckiej (29 grudnia 1867) stworzono jej herb: biegnący ku prawej czerwony jeleń w centrum srebrnej tarczy, pokrytej liśćmi dębu, z koroną carską na zwieńczeniu, gałęziami dębu po bokach i szarfą z kokardą u dołu. Tworem tym pieczętowano dokumenty guberniane.
Po odzyskaniu niepodległości w 1918, przez pierwsze dziesięć lat miasto nie stosowało własnego herbu na dokumentach. Wskutek dekretu Prezydenta RP z 13 grudnia 1927 opracowano nowy herb miejski, który od tego roku umieszczano na dokumentach do 1938, jak również w nagłówku Gazety Zarządu m. Siedlce (1933-1939). Oprócz wersji standardowej występowały wersje ozdobne z koroną, trzymaczami, wstęgami i innego rodzaju dodatkami. Herb ten był niemalże identyczny z XVIII-wiecznym. Herb zatwierdził Minister Spraw Wewnętrznych, 13 lutego 1937, ponieważ, zgodnie z rozporządzeniem Prezydenta RP z 24 listopada 1930, herbów (zamiast orła państwowego) używać mogły tylko miasta posiadające herby historycznie uzasadnione. Wizerunek ten nie zachował się w oryginale. 
W tracie okupacji niemieckiej nie używano herbu miejskiego. Również w PRL nie występują znaki herbowe. 31 maja 1992 Rada Miejska podjęła uchwałę w sprawie nadania herbu. Ustanowiono stylizowaną Pogoń litewską z murem fortecznym. Opis był bardzo zbliżony do przedwojennego. Uchwała określała również zasady używania herbu i chorągwi miejskiej.

## Dokumentacja
Dokumenty związane z herbem:
- Zarządzenie Ministra Spraw Wewnętrznych z dnia 13 lutego 1937 r. w sprawie zatwierdzenia herbu miasta Siedlce,
- Uchwała Nr XXVI/201/92 Rady Miejskiej w Siedlcach z dnia 31 marca 1992 roku 2 sprawie herbu miasta Siedlce.